# 零家务
零家务是指一些家庭将洗衣、做饭、打扫等家务事交付（外包）予钟点工、家政公司或傭人，把自己做家務的時間最大程度地壓縮至零，以便讓自己有更多的時間去有更多的时间去工作、賺錢、学习或休闲。據了解，實行「零家務」變革、顛覆傳統生活方式的多数是中產階級（在中國大陸多為白领家庭），以及家庭主富，职业多为機關幹部（政府部門中層公務員），企业管理人员，專業人士如教师、医生、律师等，多半具有高学历、高收入的特点。作為一種時尚，「零家務」正向都市女性走來。这既是生活在都市中的女性全面走向小康的充分体现，更是一轮把女性从繁重的家务劳动中解放出来的又一次家庭“革命”。我們有理由認為，零家務使女性在精神和肉體方面擺脫掉傳統的桎梏而在尋求「解放」的道路上真正展翅飛翔。零家務讓女性有了更美好的人生。

## 什么是零家务
零家務是女人們一個發端於起源階段的夢想。傳統觀念「男主外，女主內」，繁重的家务劳动使女性在生活中付出很多，要把事業做得完美，又要把日子過得精緻，實在太難了。現代女性希望有自己的事业，日子过得精致，就尽可能地把家务减少。但即使丈夫、子女願意做家務，家務對不少家庭來說仍然是沉重的負擔。不少女性為了做家務犧牲個人興趣、事業。令人欣喜的是，這樣一種局面正在發生著質的變化。隨著經濟和社會的發展，許多獨立存在於各自家庭內部的個體勞動，正在被日益發展的高度社會化的勞動所代替。随着经济和社会的发展，许多独立存在于各自家庭内部的个体劳动，正在被高度社会化的劳动所代替。於是現代女性開始在家中醞釀這場革命——儘可能地把家務減少至零，讓自己從傳統的家務束縛中擺脫出來，過自己想要的那種生活。
“零家务”的出现，给现代女性提供了一种全新的生活方式，不仅免除了现代女性的家务之苦，让自己从传统的家务束缚中摆脱出来，过自己想過的生活。而且可以用节约下来的时间，做个人更感兴趣的事情，或轉為家庭休閒活動的時間。

## 产生背景
隨著女性的學歷和社會地位提高，越來越多女性於婚後繼續工作，活動範圍不限於家庭。但願意當全職家庭主夫的男性並不多，雙薪家庭越來越普遍。加上現在仍然有不少人認為家務是女性的責任，不少女性下班回家後仍然要處理大部份或全部家務。一些經濟能力負擔得起的家庭就會聘用家務助理幫助自己做家務，讓自己工餘時有更多休閒時間，以免在外工作勞累後回家還要處理繁重的家務，增加身心負擔。隨著工作時間越來越長，這種現象亦越來越普遍。他们认为，比较起收入，花费在家務助理身上的钱是很小的一部分，而节省下来的时间可以進修、交際、娱乐、健身，为以后的工作做积累。
据某一知名网站一项随机调查显示，中國大陸20至30岁年龄段的年轻夫妇中，每天亲自下厨、日日打扫房间、洗衣、洗碗的比例仅占三成左右，近六成夫妻全权“委托”给保姆（傭人）或钟点工，由此所见，“零家务”时代已渐渐到来。

## 零家务家庭对家務助理的要求

### 中國大陸
2002年7月，第一位有中专学历的家政助理，在经过两个多月的策划准备后，进入北京家庭。
僱主們不但要求家政助理處理一般家務工作，還要求他們從事其他事務如筛选出不需回复的信件、替朋友们发生日祝贺电郵、按摩、为孩子讲习中文等。还有對理财、投资、家庭意外事故等方面对家庭提出建议，参与决定。这样的工作对服务人员自身素质要求更高，仅受过几年基础教育的人显然很难承担。北京一家家政服务中心专程招聘了一批学过专业护理知识的毕业生，开始了将中专生引入家的尝试。
現在受過專業培訓家政助理员並不是被动地接受主人的指示，而是充满主动性和创造性地与主人沟通，利用自身较高的文化素质和良好的亲和力协助主人处理家务，承担家务统筹（管家）、营养配餐、医疗保健、儿童教育等多方面工作，在与家庭成员的朝夕相处中成为处理家庭事务不可缺少的一员。

### 香港
在香港，自1980年代起就有不少家庭聘用外籍家庭傭工，尤其是雙薪家庭。這些家庭由傭人去料理家務。不少來自菲律賓的外傭均有大學學歷，有些僱主會讓菲傭多與他們子女以英語溝通，提高子女的英語水平。亦有些家庭會聘用來自印尼、泰國等地的外傭，雖然來自這些地區的外傭平均學歷較低，不少只有初中程度，但不少僱主認為他們服從性較強，因此也很受歡迎。
一般家庭讓傭人所做的事務也只是一般家務，甚少涉及其他事務如理財、投資、家務統籌的工作。有些有養寵物的家庭還會讓傭人負責照顧寵物，讓自己回家時有充份的時間與寵物玩樂，不需要處理寵物清潔、排洩的問題。
近年越來越多人聘用鐘點家務助理（鐘點工），除了私人中介公司外，「僱員再培訓局」也有提供本地鐘點工的轉介服務。也有些家庭因為想節省金錢，聘用持雙程證到香港非法工作的內地人為鐘點工。
正因為家傭在香港甚為普及，女性才有機會投身勞動市場，根據政府統計處2013年數字，本港女性就業率為72.9％，為亞洲所有國家及地區中最高，亦是亞洲唯一女性就業率高於男性的地區。

## 评价
有社会学专家认为，从劳動的角度讲，现代家庭中繁重的家务正在通过技术手段以及社会劳动分工逐步或完全摆脱，那些原本用来做重复劳动的时间，可以被节约下来做个人更感兴趣或更富创造力的事情，这是生活质量提高的明显标志。这不但对个人有利，对社会也是极为有益的事情。
部份人（尤其是部份女性主義者）认为，零家务使女性在精神和肉体方面摆脱掉传统的桎梏而在寻求“解放”的道路上真正展翅飞翔。 零家务让女性有了更美好的人生。也有人認為，两个人辛辛苦苦赚钱，就是为了过一种有品质的生活。他们宁愿拥有一份闲暇，做一点自己喜欢的事情。如果家务事必须“事必躬亲”，就有违初衷了。
但另一方面，有些人认为比较起“你洗菜，我煮饭”，看电影、吃快餐的浪漫缺少一种家庭的温馨。一些人更認為家中主人不主持家务，家将不成家。也一位研究家庭伦理学的人士表示，家务作为劳動的一种形式，同样有着它的社会文化意义。家务很多时，并不仅仅是家务本身，它同时也是家庭生活必不可少的纽带，能给对方更多的心意和惊喜。大多数时候，生活毕竟还是平淡的。当两个人共同经营着一个家的时候，才能真正体现家庭生活的本质。婚姻好比蓝宝石，而家务等琐事，就像衬着那块蓝宝石的绒布，只有在其映衬下，宝石才会发出光芒。亦有人認為兒童生長在零家務的家庭中，缺少做家務的訓練，會影響日後的自理能力和責任感，也可能因為投入感不足而缺乏對家庭的歸屬感。